# Turó del Xeco
El Turó del Xeco és un turó que es troba a Daltmar, al municipi d'Olèrdola, de la comarca de l'Alt Penedès. És un dels set cims més alts del municipi, amb una altitud de 391 msnm, i forma part d'una ruta de senderisme que els uneix.